# France au Concours Eurovision de la chanson 1963
La France a participé au Concours Eurovision de la chanson 1963 à Londres, au Royaume-Uni. C'est la huitième participation de la France au Concours Eurovision de la chanson.
Le pays est représenté par Alain Barrière et la chanson Elle était si jolie, sélectionnés en interne par la RTF.

## Sélection
La Radiodiffusion-télévision française (RTF) choisit l'artiste et la chanson pour représenter la France au Concours Eurovision de la chanson 1963 au cours d'une sélection interne où c'est le chanteur Alain Barrière et la chanson " Elle était si jolie " qui furent choisis. Parmi d'autres participants figuraient notamment Nana Mouskouri, Isabelle Aubret et Jean Ferrat.

## À l'Eurovision
Chaque jury national attribue un à cinq points à ses cinq chansons préférées.

### Points attribués par la France
| 5 points | Monaco      |
| 4 points | Luxembourg  |
| 3 points | Royaume-Uni |
| 2 points | Autriche    |
| 1 point  | Yougoslavie |

### Points attribués à la France
| 5 points      | 4 points                     | 3 points | 2 points            | 1 point                                       |
| ------------- | ---------------------------- | -------- | ------------------- | --------------------------------------------- |
| - Yougoslavie | - Italie - Pays-Bas - Suisse |          | - Autriche - Monaco | - Allemagne - Belgique - Espagne - Luxembourg |

Alain Barrière interprète Elle était si jolie en 11e position lors du concours suivant la Suisse et précédant l'Espagne. Au terme du vote final, la France termine 5e, ex æquo avec Monaco, sur 16 pays avec 25 points,.